# Anvil of Doom
Anvil of Doom fue una banda española de death metal fundada en 1999 y activa principalmente entre 2002 y 2014.

## Biografía
Originarios de Jerez de la Frontera, Anvil of Doom se dieron a conocer en 2002, cuando tras varios años de actividad underground y varios cambios de formación hasta conseguir una base sólida, el grupo entró en el estudio local "Wykyn 'n Morkyn" para grabar su primera demo, "Died Before Dawn". Este trabajo permitió que, en abril de 2003, Anvil of Doom firmara un contrato discográfico con la compañía Xtreem Music.
A lo largo de 2003, Anvil of Doom compone temas para su primer trabajo, a la vez que aumenta su experiencia en vivo, dando conciertos por Andalucía acompañados de grupos de la zona, así como compartiendo cartel con mitos nacionales como Barón Rojo, Soziedad Alkohólika o Avulsed. Participan también en el Xtreem Music Festival celebrado en Madrid, junto a bandas de la talla de Exodus, Nuclear Assault o Grave.
En enero de 2004 comienza la grabación de su primer disco, "Deathillusion", en los mismos estudios "Wykyn 'n Morkyn". El álbum refleja una clara evolución musical del grupo hacia un Death Metal más técnico, sin dejar nunca de lado la melodía que les identifica. El álbum vería la luz en octubre de 2004, y desde entonces ha recibido muy buenas críticas en medios nacionales e internacionales.[¿cuál?] Tras terminar la grabación y mezcla del disco, el grupo vuelve a los escenarios, no sólo en Andalucía, sino también más allá de sus fronteras.
Anvil of Doom continúa tocando en directo, habiendo compartido cartel con grupos internacionales como Testament, Megadeth, Helloween, Kreator, Annihilator o Blind Guardian. Además de participar en eventos de la talla de The Metalway Festival o Xtreem Music Festival, la banda ha encabezado cartel en varios festivales como el I Andalusian Extreme Metal Fest o el Akople Rock, entre otros.
Anvil of Doom ha aparecido en programas de radio, revistas y e-zines, tanto españoles como extranjeros, así como críticas de sus conciertos en Heavy Rock Magazine y Kerrang!.
Además de tocar en directo, durante 2007 Anvil of Doom se centra en preparar nuevos temas, que constituirán su futuro segundo trabajo. Sin embargo, a comienzos de 2008 la banda se vería abandonada por su vocalista y uno de los guitarristas.
Tras probar a varios candidatos, a comienzos de 2009 se incorpora Kvoraph a la voz y John M. Peterson, de Perseidan, a la guitarra. La banda retoma la carretera en la primavera de 2009. En septiembre de ese año, Kvoraph decide abandonar la banda, siendo reemplazado por MG, frontman de los sevillanos Neter.
En 2011 sale a la luz un EP denominado Turn Your Back, que incluye un videoclip oficial. Este año, en agosto, actuaron en el Kanina Rock de La Redondela.
Desde 2014 el grupo no ha dado señal de actividad.

## Estilo e influencias
El estilo básico de Anvil of Doom es el death metal. En sus comienzos, la banda estaba más orientada hacia el death metal melódico, influido por bandas suecas como Arch Enemy, In Flames o Soilwork. Tras la grabación de "Died Before Dawn", los nuevos temas compuestos para "Deathillusion" siguieron una tendencia hacia el death metal estadounidense de grupos como Death, así como mayores influencias del thrash metal clásico, sin perder la referencia melódica característica de Anvil of Doom. Esta tendencia es aún más patente en los temas compuestos para el segundo álbum.

## Formación
La formación final de la banda fue:
- Hugo Donaire - guitarra.
- Matoto - batería.
- Alice Tzaraath - bajo.
- MG - voz.

## Discografía
- Died Before Dawn (Demo, septiembre de 2002)
- Deathillusion (Disco, publicado por Xtreem Music, octubre de 2004)
- Turn Your Back (EP, 2011)